# Jun Maeda (Rennfahrer)
Jun Maeda (jap. 前田 淳, Maeda Jun; * 6. November 1967 in Kyōto, Japan; † 6. Juni 2006 in Manchester, England) war ein japanischer Motorradrennfahrer.
Jun Maeda war seit der Saison 2003 Teilnehmer an der Tourist Trophy auf der Isle of Man und zwischenzeitlich mit seiner Honda Fireblade einer der Stars der Tourist Trophy.
Er starb am 6. Juni 2006 an den Folgen eines Trainingsunfalls mit seinem irischen Kollegen Seamus Greene vom 29. Mai bei der Tourist Trophy auf der Isle of Man. Einige Tage nach dem Unfall war er noch vom Noble's Hospital auf der Isle of Man ins North Manchester Hospital verlegt worden.